# Landgoederen Brummen
Landgoederen Brummen is een Natura 2000-gebied ten noordwesten van de Nederlandse plaats Brummen en is gelegen in de gemeenten Brummen en Apeldoorn. De aanwijzing als Natura 2000-gebied  was op 4 mei 2013.

## Beschrijving
Het gebied staat uit drie deelgebieden, te weten: de landgoederen Leusveld en Voorstonden en het natuurgebied Empese en Tondense heide. Ze zijn gelegen in het overgangsgebied van de zandgronden van de Veluwe en de rivierkleiafzettingen van de IJssel. In dit gebied komt bron- en kwelwater aan het oppervlak dat het lokale ecosysteem verbijzonderd. Er zijn nog schraal- en veenrestanten aanwezig.
De genoemde landgoederen bestaan voornamelijk uit bossen, akkers en enkele zeer natte weidegronden. Door de dekzandruggen is er enig reliëf in het gebied. Tussen de ruggen zijn beken gelegen. De heides zijn eveneens relatief nat. In deze gebieden zijn diverse soorten flora en fauna aanwezig, waarvan voor twee soorten een beschermingszone is aangewezen. Dit betreft de waterplant de drijvende waterweegbree en de amfibie kamsalamander.

#### Beschrijving door Ministerie LNV
- Uitgebreide gebiedsbeschrijving van het Ministerie van Landbouw, Natuur en Voedselkwaliteit.

## Habitattypen
De specifieke Natura2000-habitattypen die aangewezen zijn voor het gebied Landgoederen Brummen zijn:
- H3130 Oligotrofe tot mesotrofe stilstaande wateren met vegetatie behorend tot het Littorelletalia uniflorae en/of Isoeto-Nanojuncetea.
- H4010 Noord-Atlantische vochtige heide met Erica tetralix. Hiervan betreft het subtype: H4010A: Vochtige heiden (hogere zandgronden)
- H6230 Soortenrijke heischrale graslanden op arme bodems van berggebieden (en van submontane gebieden in het binnenland van Europa)
- H6410 Grasland met Molinia op kalkhoudende, venige, of lemige kleibodem (Molinion) - Blauwgraslanden
- H7150 Slenken in veengronden met vegetatie behorend tot het Rhynchosporion
- H9120 Atlantische zuurminnende beukenbossen met Ilex en soms ook Taxus in de ondergroei
- H91E0 Bossen op alluviale grond met Alnus glutinosa en Fraxinus excelsior (Alno-Padion, Alnion incanae, Salicion albae) Hiervan betreft het subtype H91E0C: Vochtige alluviale bossen (beekbegeleidende bossen)